# Manuela Maleeva
Manuela Georgieva Maleeva (uitspr. Maleëva of Malejeva) (Bulgaars: Мануела Георгиева Малеева) (Sofia, 14 februari 1967) is een voormalig professioneel tennisspeelster uit Bulgarije. Onder leiding van haar moeder Julia Berberian (negenvoudig nationaal tenniskampioen van Bulgarije) begon zij met tennis toen zij zes jaar oud was. Door haar huwelijk met de Zwitser François Fragnière (28 november 1987) verhuisde zij naar Zwitserland. Vanaf januari 1990 tot het einde van haar tennisloopbaan (februari 1994) kwam zij voor Zwitserland uit. Na haar scheiding in het najaar van 2010 verhuisde Manuela Maleeva terug naar Sofia, Bulgarije.

## Loopbaan

### Overzicht
Van 1984 tot 1992 stond Manuela Maleeva ononderbroken in de top tien van de WTA-ranglijst in het enkelspel. Haar hoogste positie was nummer 3. Zij richtte zich meer op het WTA-circuit (negentien titels in het enkelspel) dan op de ITF-toernooien (drie titels in het dubbelspel). Op de grandslamtoernooien wist zij slechts één titel te behalen: het gemengddubbelspeltoernooi van het US Open van 1984, samen met de Amerikaan Tom Gullikson. Zij nam viermaal deel aan de Hopman Cup (1991 t/m 1994), steeds met een Zwitserse partner (driemaal Jakob Hlasek, met wie zij in 1992 de beker won). Zij nam tweemaal deel aan de Olympische spelen, in 1988 voor Bulgarije (waarbij zij een bronzen medaille in het enkelspel won) en in 1992 voor Zwitserland.

### Enkelspel
Manuela Maleeva startte haar tennisloopbaan in 1982. In tegenstelling tot de gangbare gewoonte (voorzichtig beginnen met ITF-toernooien, en daarna doorgroeien naar het WTA-circuit), zette zij ogenblikkelijk groot in, met deelname aan twee grandslamtoernooien: Roland Garros en Wimbledon. In 1984 stond zij voor het eerst in een finale van een WTA-toernooi, in Houston. Later dat jaar won zij haar eerste WTA-titels, eerst in Lugano en daarna in Perugia waar zij in de finale de legendarische Chris Evert versloeg. In het enkelspel nam Manuela Maleeva nooit deel aan ITF-toernooien. In de WTA-toernooien stond zij 37 keer in de finale, waarvan zij er negentien won. Op de grandslamtoernooien bereikte zij nooit de finale – haar beste resultaat is tweemaal een halve finale op het US Open, namelijk in 1992 en 1993. Zij sloot haar loopbaan in februari 1994 af, na het winnen van het indoor-toernooi van Osaka – en aangezien dit toernooi daarna nooit meer is gehouden, is Manuela Maleeva nog steeds titelhoudster. Zijzelf beschrijft als de mooiste momenten van haar tennisloopbaan: het winnen van een bronzen medaille op de Olympische spelen van 1988 en de eerste keer dat zij Martina Navrátilová versloeg, in de finale van het WTA-toernooi van Zürich in oktober 1993.

### Dubbelspel
Nadat Manuela Maleeva in 1984 eerst drie enkelspeltitels had gewonnen, verraste zij vervolgens op het US Open door daar het gemengddubbelspeltoernooi te winnen, samen met de Amerikaan Tom Gullikson. In de verdere jaren 1985 tot en met 1993 won zij vier vrouwendubbelspeltitels, maar qua toernooikeuze lag haar voorkeur veeleer bij het enkelspel. Haar hoogste positie op de WTA-ranglijst (11e) bereikte zij pas vrij laat in haar loopbaan, namelijk in 1993, het jaar waarin zij viermaal een finaleplaats bereikte in WTA-toernooien, alsmede de derde ronde op Roland Garros en op Wimbledon. Zij beëindigde haar tennisloopbaan kort daarop, in februari 1994.

### Tennis in teamverband
In de periode 1983–1989 maakte Maleeva deel uit van het Bulgaarse Fed Cup-team, waarmee zij tweemaal (1985 en 1987) de halve finale bereikte; in 1991 en 1992 speelde zij voor het Zwitserse team – zij vergaarde in totaal een winst/verlies-balans van 28–15.

## Posities op deWTA-ranglijst
Positie per einde seizoen:
| jaar | rang enkelspel | rang dubbelspel |
| ---- | -------------- | --------------- |
| 1983 | 32             | –               |
| 1984 | 6              | –               |
| 1985 | 7              | –               |
| 1986 | 10             | 45              |
| 1987 | 8              | 47              |
| 1988 | 6              | 128             |
| 1989 | 9              | 72              |
| 1990 | 9              | 89              |
| 1991 | 10             | 34              |
| 1992 | 9              | 261             |
| 1993 | 11             | 17              |

## Palmares
| Legenda                |
| ---------------------- |
| Grandslamtoernooi      |
| Olympische Spelen      |
| Year-End Championships |
| Tier I                 |
| Tier II                |
| Tier III               |
| Tier IV & V            |

### WTA-finaleplaatsen enkelspel
| nr.              | finale     | toernooi             | ondergrond    | tegenstandster       | score          |
| ---------------- | ---------- | -------------------- | ------------- | -------------------- | -------------- |
| gewonnen finales |            |                      |               |                      |                |
| 01.              | 1984-05-13 | WTA Lugano           | gravel        | Iva Budařová         | 6-1, 6-1       |
| 02.              | 1984-05-27 | WTA Perugia          | gravel        | Chris Evert-Lloyd    | 6-3, 6-3       |
| 03.              | 1984-08-12 | WTA Indianapolis     | gravel        | Lisa Bonder          | 6-4, 6-3       |
| 04.              | 1984-11-18 | WTA Tokio Lion's Cup | tapijt (i)    | Hana Mandlíková      | 6-1, 1-6, 6-4  |
| 05.              | 1984-12-16 | WTA Tokio            | tapijt (i)    | Claudia Kohde-Kilsch | 3-6, 6-4, 6-4  |
| 06.              | 1985-12-15 | WTA Tokio            | tapijt (i)    | Bonnie Gadusek       | 7-6, 3-6, 7-5  |
| 07.              | 1987-04-05 | WTA Charleston       | gravel        | Raffaella Reggi      | 5-7, 6-2, 6-3  |
| 08.              | 1987-08-30 | WTA Mahwah           | hardcourt     | Sylvia Hanika        | 1-6, 6-4, 6-1  |
| 09.              | 1988-03-06 | WTA Wichita          | hardcourt (i) | Sylvia Hanika        | 7-6, 7-5       |
| 10.              | 1988-09-18 | WTA Phoenix          | hardcourt     | Dianne Van Rensburg  | 6-3, 4-6, 6-2  |
| 11.              | 1989-03-12 | WTA Indian Wells     | hardcourt     | Jenny Byrne          | 6-4, 6-1       |
| 12.              | 1989-05-28 | WTA Genève           | gravel        | Conchita Martínez    | 6-4, 6-0       |
| 13.              | 1991-02-17 | WTA Linz             | tapijt (i)    | Petra Langrová       | 6-4, 7-6       |
| 14.              | 1991-05-26 | WTA Genève           | gravel        | Helen Kelesi         | 6-3, 3-6, 6-3  |
| 15.              | 1991-09-29 | WTA Bayonne          | tapijt (i)    | Leila Meschi         | 4-6, 6-3, 6-4  |
| 16.              | 1992-10-04 | WTA Bayonne          | tapijt (i)    | Nathalie Tauziat     | 6-7, 6-2, 6-3  |
| 17.              | 1993-02-28 | WTA Linz             | tapijt (i)    | Conchita Martínez    | 6-2, 1-0, opg. |
| 18.              | 1993-10-10 | WTA Zürich           | tapijt (i)    | Martina Navrátilová  | 6-3, 7-6       |
| 19.              | 1994-02-13 | WTA Osaka            | tapijt (i)    | Iva Majoli           | 6-1, 4-6, 7-5  |
| verloren finales |            |                      |               |                      |                |
| 01.              | 1984-02-05 | WTA Houston          | tapijt (i)    | Hana Mandlíková      | 4-6, 2-6       |
| 02.              | 1985-01-14 | WTA Washington       | tapijt (i)    | Martina Navrátilová  | 3-6, 2-6       |
| 03.              | 1985-05-26 | WTA Lugano           | gravel        | Bonnie Gadusek       | 2-6, 2-6       |
| 04.              | 1985-10-27 | WTA Brighton         | tapijt (i)    | Chris Evert-Lloyd    | 5-7, 3-6       |
| 05.              | 1985-11-17 | WTA Tokio Lion's Cup | tapijt (i)    | Chris Evert-Lloyd    | 5-7, 0-6       |
| 06.              | 1986-05-25 | WTA Lugano           | gravel        | Raffaella Reggi      | 7-5, 3-6, 6-7  |
| 07.              | 1986-06-15 | WTA Birmingham       | gras          | Pam Shriver          | 2-6, 6-7       |
| 08.              | 1986-09-14 | WTA Tokio            | tapijt (i)    | Steffi Graf          | 4-6, 2-6       |
| 09.              | 1987-04-12 | WTA Hilton Head      | gravel        | Steffi Graf          | 2-6, 6-4, 3-6  |
| 10.              | 1987-05-24 | WTA Genève           | gravel        | Chris Evert          | 3-6, 6-4, 2-6  |
| 11.              | 1987-09-20 | WTA Tokio            | tapijt (i)    | Gabriela Sabatini    | 4-6, 6-7       |
| 12.              | 1988-10-23 | WTA Zürich           | tapijt (i)    | Pam Shriver          | 3-6, 4-6       |
| 13.              | 1988-10-30 | WTA Brighton         | tapijt (i)    | Steffi Graf          | 2-6, 0-6       |
| 14.              | 1990-02-18 | WTA Chicago          | tapijt (i)    | Martina Navrátilová  | 3-6, 2-6       |
| 15.              | 1990-04-01 | WTA San Antonio      | hardcourt     | Monica Seles         | 4-6, 3-6       |
| 16.              | 1990-08-12 | WTA San Diego        | hardcourt     | Steffi Graf          | 3-6, 2-6       |
| 17.              | 1991-04-28 | WTA Barcelona        | gravel        | Conchita Martínez    | 4-6, 1-6       |
| 18.              | 1992-07-12 | WTA Kitzbühel        | gravel        | Conchita Martínez    | 0-6, 6-3, 2-6  |

### WTA-finaleplaatsen vrouwendubbelspel
| nr.              | finale     | toernooi              | ondergrond | partner           | tegenstandsters                   | score         |
| ---------------- | ---------- | --------------------- | ---------- | ----------------- | --------------------------------- | ------------- |
| gewonnen finales |            |                       |            |                   |                                   |               |
| 1.               | 1985-07-28 | WTA Indianapolis      | gravel     | Katerina Maleeva  | Penny Barg Paula Smith            | 3-6, 6-3, 6-4 |
| 2.               | 1987-07-12 | WTA Knokke-Heist      | gravel     | Bettina Bunge     | Kathleen Horvath Marcella Mesker  | 4-6, 6-4, 6-4 |
| 3.               | 1991-02-17 | WTA Linz              | tapijt (i) | Raffaella Reggi   | Petra Langrová Radomira Zrubáková | 6-4, 1-6, 6-3 |
| 4.               | 1993-04-11 | WTA Amelia Island     | gravel     | Leila Meschi      | Amanda Coetzer Inés Gorrochategui | 3-6, 6-3, 6-4 |
| verloren finales |            |                       |            |                   |                                   |               |
| 1.               | 1985-05-03 | WTA Houston           | gravel     | Helena Suková     | Elise Burgin Martina Navrátilová  | 1-6, 6-3, 3-6 |
| 2.               | 1986-09-14 | WTA Tokio             | tapijt (i) | Katerina Maleeva  | Bettina Bunge Steffi Graf         | 1-6, 7-6, 2-6 |
| 3.               | 1987-09-20 | WTA Tokio             | tapijt (i) | Katerina Maleeva  | Anne White Robin White            | 1-6, 2-6      |
| 4.               | 1991-05-26 | WTA Genève            | gravel     | Cathy Caverzasio  | Nicole Provis Elizabeth Smylie    | 1-6, 2-6      |
| 5.               | 1993-02-14 | WTA Osaka             | tapijt (i) | Magdalena Maleeva | Larisa Neiland Jana Novotná       | 1-6, 3-6      |
| 6.               | 1993-04-25 | WTA Barcelona         | gravel     | Magdalena Maleeva | Conchita Martínez Arantxa Sánchez | 6-4, 1-6, 0-6 |
| 7.               | 1993-08-01 | WTA Stratton Mountain | hardcourt  | Mercedes Paz      | Elizabeth Smylie Helena Suková    | 1-6, 2-6      |

### WTA-finaleplaatsen gemengd dubbelspel
| nr.              | finale     | toernooi   | ondergrond    | partner       | tegenstanders                    | score         |         |
| ---------------- | ---------- | ---------- | ------------- | ------------- | -------------------------------- | ------------- | ------- |
| gewonnen finales |            |            |               |               |                                  |               |         |
| 1.               | 1984-09-09 | US Open    | hardcourt     | Tom Gullikson | Elizabeth Sayers John Fitzgerald | 2-6, 7-5, 6-4 | details |
| 2.               | 1992-01-03 | Hopman Cup | hardcourt (i) | Jakob Hlasek  | Helena Suková Karel Nováček      | 2–1           | details |

### Gewonnen ITF-toernooien enkelspel
| nr. | finale     | toernooi | dotatie | ondergrond | tegenstandster in finale | score    |
| --- | ---------- | -------- | ------- | ---------- | ------------------------ | -------- |
| 1.  | 1982-04-18 | Lecce    | $10.000 | gravel     | Elizabeth Smylie         | 6-4, 6-4 |
| 2.  | 1982-04-25 | Catania  | $10.000 | gravel     | Gabriela Dinu            | 6-3, 6-1 |

### Gewonnen ITF-toernooien dubbelspel
| nr. | finale     | toernooi | dotatie | ondergrond | partner          | tegenstandsters in finale         | score         |
| --- | ---------- | -------- | ------- | ---------- | ---------------- | --------------------------------- | ------------- |
| 1.  | 1982-04-11 | Tarente  | $10.000 | gravel     | Renata Šašak     | Catrin Jexell Isabelle Villaverde | 7-5, 3-6, 6-2 |
| 2.  | 1982-04-18 | Lecce    | $10.000 | gravel     | Renata Šašak     | Lena Sandin Elisabeth Ekblom      | 6-2, 2-6, 8-6 |
| 3.  | 1985-09-29 | Sofia    | $25.000 | gravel     | Katerina Maleeva | Yvona Brzáková Hana Fukárková     | 6-1, 6-2      |

## Resultaten grandslamtoernooien
| Legenda | Legenda                          |
| ------- | -------------------------------- |
| g.t.    | geen toernooi gehouden           |
| l.c.    | lagere categorie                 |
| –       | niet deelgenomen                 |
| G       | uitgeschakeld in de groepsfase   |
| 1R      | uitgeschakeld in de eerste ronde |
| 2R      | uitgeschakeld in de tweede ronde |
| 3R      | uitgeschakeld in de derde ronde  |
| 4R      | uitgeschakeld in de vierde ronde |
| KF      | uitgeschakeld in de kwartfinale  |
| HF      | uitgeschakeld in de halve finale |
| F       | de finale verloren               |
| W       | het toernooi gewonnen            |
| w-v     | winst/verlies-balans             |

### Enkelspel
| Toernooi        | 1982 | 1983 | 1984 | 1985 | 1986 | 1987 | 1988 | 1989 | 1990 | 1991 | 1992 | 1993 | 1994 |
| --------------- | ---- | ---- | ---- | ---- | ---- | ---- | ---- | ---- | ---- | ---- | ---- | ---- | ---- |
| Australian Open | 2R   | –    | –    | KF   | g.t. | 4R   | –    | –    | –    | 2R   | KF   | 4R   | KF   |
| Roland Garros   | 2R   | 3R   | 4R   | KF   | 3R   | KF   | 3R   | KF   | KF   | 2R   | 3R   | 3R   | –    |
| Wimbledon       | 2R   | 2R   | KF   | 4R   | 4R   | 2R   | 1R   | –    | 1R   | –    | 3R   | 2R   | –    |
| US Open         | 3R   | 3R   | 1R   | 4R   | KF   | 4R   | KF   | KF   | KF   | 4R   | HF   | HF   | –    |

### Vrouwendubbelspel
| Toernooi        | 1982 | 1983 | 1984 | 1985 | 1986 | 1987 | 1988 | 1989 | 1990 | 1991 | 1992 | 1993 | 1994 |
| --------------- | ---- | ---- | ---- | ---- | ---- | ---- | ---- | ---- | ---- | ---- | ---- | ---- | ---- |
| Australian Open | –    | –    | –    | 2R   | g.t. | –    | –    | –    | –    | 3R   | 3R   | 2R   | 3R   |
| Roland Garros   | –    | 1R   | 2R   | 2R   | KF   | 1R   | 2R   | 2R   | 2R   | 2R   | 1R   | 3R   | –    |
| Wimbledon       | –    | –    | 1R   | 1R   | 2R   | 1R   | 1R   | –    | 1R   | –    | 1R   | 3R   | –    |
| US Open         | –    | 1R   | 1R   | 2R   | 1R   | 1R   | 1R   | 2R   | 1R   | 1R   | –    | 1R   | –    |

### Gemengd dubbelspel
| Toernooi        | 1983 | 1984 | 1985 | 1986 |
| --------------- | ---- | ---- | ---- | ---- |
| Australian Open | –    | –    | –    | g.t. |
| Roland Garros   | 1R   | 3R   | –    | 3R   |
| Wimbledon       | –    | –    | 2R   | 1R   |
| US Open         | –    | W    | 2R   | –    |